# Tigers d'Auburn
Les Tigers d'Auburn (en anglais : Auburn Tigers) sont un club omnisports universitaire qui se réfère aux équipes sportives tant féminines que masculines représentant l'Université d'Auburn dans l'Alabama aux États-Unis.
Ses équipes participent aux compétitions universitaires organisées par la National Collegiate Athletic Association au sein de sa Division I dans 13 sports. Auburn est membre de la Southeastern Conference (SEC).
Son équipe de football américain est membre de la NCAA Division I Football Bowl Subdivision (FBS).
Le campus universitaire et les installations sportives sont situées à Auburn dans l'État d'Alabama.
La présente page est principalement dédiée au traitement du football américain au sein de l'université.

## Sports représentés
| Hommes (8)                                  | Femmes (11)       |
| ------------------------------------------- | ----------------- |
| Athlétisme†                                 | Athlétisme†       |
| Basketball                                  | Basketball        |
| Cross country                               | Cross country     |
| Golf                                        | Golf              |
| Natation/Plongeon                           | Natation/Plongeon |
| Tennis                                      | Tennis            |
| Football américain                          | Football (soccer) |
| Baseball                                    | Softball          |
|                                             | Sport équestre    |
|                                             | Gymnastique       |
|                                             | Volleyball        |
| † – Athlétisme en salle et/ou en plein air. |                   |

## Football américain

### Descriptif en fin de saison 2023
- Couleurs :   (orange foncé et bleu marine)
- Surnom : Tigers
- Dirigeants :
  - Directeur sportif : John Cohen
  - Entraîneur principal : Hugh Freeze (en), 1re saison, 6-7 (46,2 %)
- Stade Vue aérienne du Jordan-Hare Stadium en 2005
  - Nom : Jordan-Hare Stadium
  - Capacité : 87 451

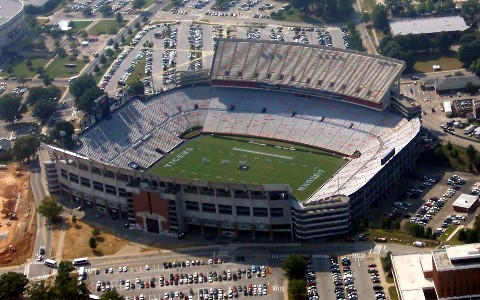
Vue aérienne du Jordan-Hare Stadium en 2005

  - Surface de jeu : pelouse naturelle
  - Lieu : Auburn, Alabama
- Conférence :
  - Actuelle : Southeastern Conference, Division Ouest (Western Division)
  - Anciennes :
    - Indépendants (1892–1894)
    - SIAA (en) (1895–1920)
    - Southern Conference (1921–1932)
- Internet :
  - Nom site Web : Auburntigers.com
  - URL : http://www.auburntigers.com
- Bilan des matchs :
  - Victoires : 799 (63,1 %)
  - Défaites : 470
  - Nuls : 47
- Bilan des Bowls :
  - Victoires : 24 (53,2 %)
  - Défaites : 21
  - Nuls : 2
- College Football Playoff :
  - Apparitions : 0
  - Bilan : -
  - Apparitions en College Football Championship Game : 0
- Titres :
  - Titres nationaux non reconnus par la NCAA : 3 (1913, 1983, 1993)
  - Titres nationaux : 2 (1957, 2010)
  - Titres de la conférence : 16 (8 SEC, 7 SIAA, 1 Southern)
  - Titres de la division ouest : 10
- Joueurs :
  - Meilleures statistiques individuelles de l'histoire des Tigers (en).
  - Vainqueurs du Trophée Heisman : 3 (QB Pat Sullivan en 1971, RB Bo Jackson en 1985 et QB Cam Newton en 2010)
  - Sélectionnés All-American : 31
- Hymne : War Eagle (en)[1]
- Mascotte : un tigre dénommé Aubie  (Aubie the Tiger)
- Fanfare : Auburn University Marching Band (en) Vidéo
- Rivalités :
  - Alabama - Iron Bowl
  - Georgia - Deep South's Oldest Rivalry
  - LSU - The Tiger Classic
  - Tennessee
  - Georgia Tech
  - Florida
  - Clemson
  - Tulane

### Histoire

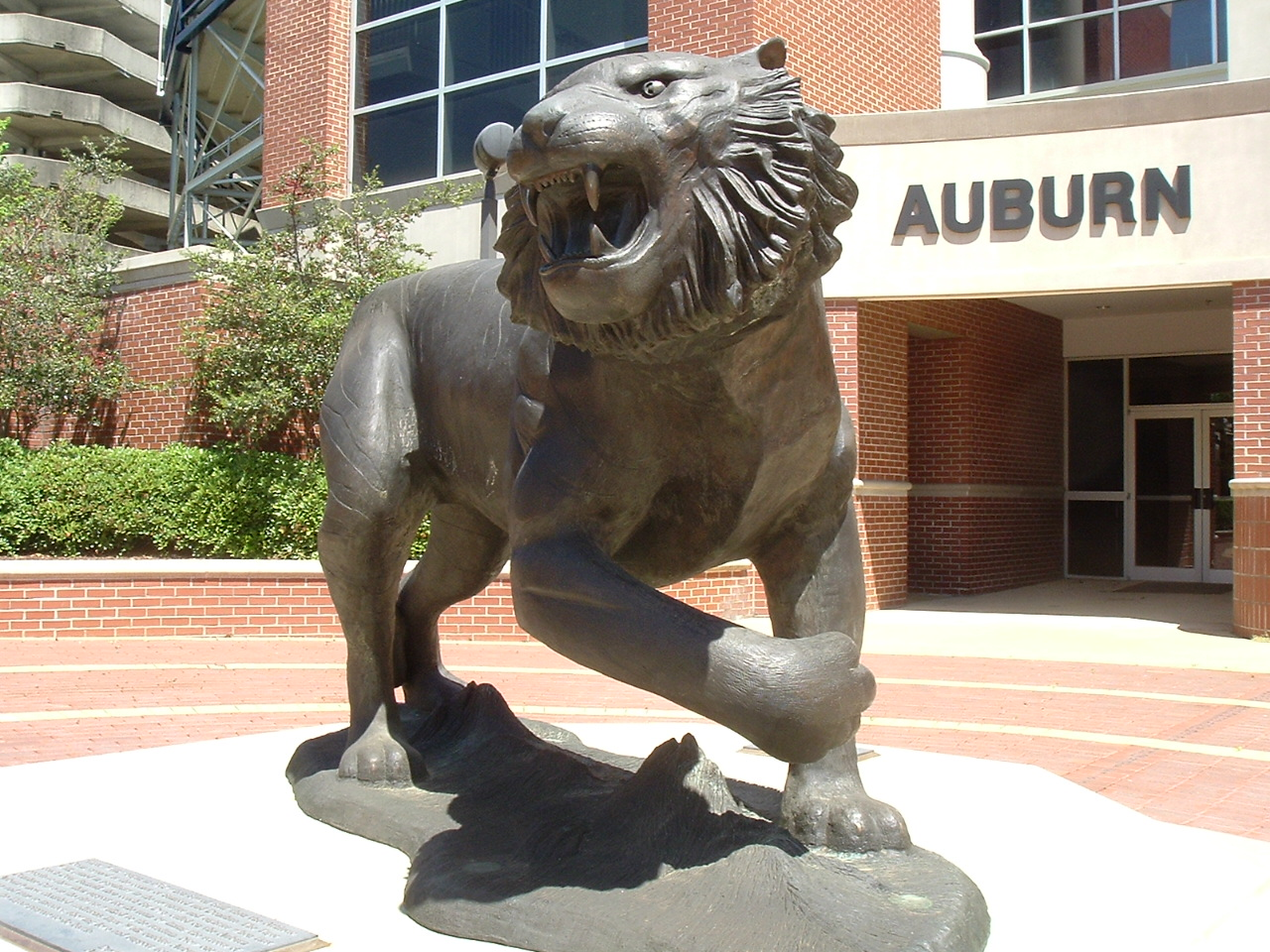
La statue du Tigre à l'extérieur du Jordan-Hare Stadium

L'équipe sportive la plus réputée de l'université est son équipe de football américain.
Auburn revendique deux titres de champions nationaux, en 1957 et en 2010 mais trois autres titres lui ont été reconnus par les documentalistes de la NCAA, 1913, 1983 et 1993.
John Heisman, qui a donné son nom au Trophée Heisman, a été l'entraîneur principal d'Auburn de 1895 à 1899. Trois joueurs des Tigers ont remporté ce trophée qui récompense le meilleur joueur de la saison universitaire : Pat Sullivan (en) (en 1971), Bo Jackson (en 1985) et le quarterback Cam Newton (en 2010).
Les Tigers utilisent le Jordan-Hare Stadium inauguré le 28 septembre 1929. C'est une enceinte de 87 451 places soit la 10e plus grande capacité des stades de la NCAA (en) au mois de janvier 2011.
Auburn joue son premier match en 1892 au Piedmont Park d'Atlanta sous la conduite de leur entraîneur George Petrie, lequel, en hommage à son université de formation (l'Université de Virginie) choisit les couleurs orange et bleu pour affronter les Bulldogs de la Géorgie. Cette rencontre (victoire 10 à 0) inaugure une série de matchs qui constituera au fil des ans "la plus ancienne rivalité du Sud profond".
La première apparition des Tigers à un Bowl a lieu en 1937 lorsqu'ils participent au 6e Bacardi Bowl joué à La Havane au Cuba.
Auburn a gagné 12 fois le titre de champion de sa conférence (8 au sein de la SEC), a réussi 7 saisons sans défaite, et depuis 1992 (année de la scission en deux divisions de la SEC) obtenu 7 titres de champions de la Division Ouest (dont 3 comme co-champions).
Après sa saison inaugurale de 1892 (4 matchs pour 2 victoires et 2 défaites), les Tigers jouent en février 1893 pour la première fois contre leur voisin d'État, les Crimson Tide de l'Alabama. Ils remportent le match lequel est à l'origine de l'Iron Bowl, une des plus intenses rivalités du sport universitaire américain. Ce match a lieu actuellement chaque année et c'est Alabama qui mène les statistiques avec 42 victoires pour 35 défaites et 1 nul. Néanmoins, depuis 1982, les statistiques sont en faveur d'Auburn (18 victoires pour 14 défaites).
La première saison parfaite d'Auburn survient en 1913. Les Tigers terminent la saison avec 8 victoires sans défaite, remportant leur deuxième titre de champion de la conférence SIAA mais surtout le premier titre de champion national de son histoire.
Les Tigers joueront ensuite dans la Southeastern Conference (SEC) qu'ils ont cofondée en 1932.
Auburn termine la saison 2004 invaincue avec un bilan de 13 victoires sans défaite (première saison parfaite depuis 1987) et remporte le titre de champion de la conférence SEC (premier titre de la conférence depuis 1989). Cependant, malgré cette performance, ils ne seront pas sélectionnés pour la finale nationale barrés par USC et Oklahoma, deux autres équipes également invaincues mais ayant un meilleur classement BCS en fin de saison régulière. L'équipe de 2004 était emmenée par QB Jason Campbell (futur joueur des Redskins de Washington), RB Carnell Williams (en) (futur joueur des Buccaneers de Tampa Bay, RB Ronnie Brown (futur joueur des Dolphins de Miami) et CB Carlos Rogers (en) (futur joueur des Redskins de Washington).
Auburn termine la saison 2010 également invaincue avec un bilan de 13 victoires sans défaite, battant en finale de conférence les Gamecocks de la Caroline du Sud 56 à 17, établissant le record de la SEC au plus grand nombre de points marqués avec le plus grand écart de points. Les Tigers gagnent ensuite contre les Ducks de l'Oregon 22 à 19 leur premier BCS National Championship Game le 10 janvier 2011 à Glendale en Arizona. L'équipe de 2010 était emmenée par quarterback Cam Newton (futur joueur des Panthers de la Caroline) qui remportera en fin de saison plusieurs trophées dont celui du Heisman.
Le 4 décembre 2012, Auburn désigne Gus Malzahn (en) au poste d'entraîneur principal lequel s'ajoute la longue liste des anciens entraîneurs d'Auburn : Gene Chizik (en), George Petrie (en), John Heisman, Mike Donahue (en), Jack Meagher (en), Ralph "Shug" Jordan (en), Pat Dye (en), Terry Bowden (en) et Tommy Tuberville.
La saison régulière 2013 se termine sur un bilan de 11 victoires pour 1 défaite. Auburn gagne ensuite sa huitième finale de conférence 59 à 42 contre les no 5 de Missouri. Qualifiés pour la finale nationale du BCS, Auburn rencontre les no 1 des Seminoles de Florida State lors Rose Bowl 2014. Ils perdent le match dans les dernières seconde sur le score de 31 à 34. Les Tigers terminent avec un bilan de 12 victoires pour 2 défaites et sont classés finalement no 2 de la nation aux classements AT et Coaches.
Le 13 décembre 2020, l'entraîneur principal Gus Malzahn est remercié après 8 saisons passées à la tête des Tigers. Le coordinateur défensif, Kevin Steele, le remplace comme intérimaire. Le 24 décembre 2020, Bryan Harsin, entraîneur de Boise State, est engagé en remplacement de Malzahn.
Après la finale nationale de 2013, Auburn n'avait réalisé qu'un seul bilan de saison avec 10 victoires (en 2017, 10-4)

### Palmarès
- Saison par saison

Résultats saison par saison des Tigers d'Auburn en football américain (en)
- Champion national

5 titres de champion national : 1913, 1957, 1983, 1993, 2010 dont 2 seulement sont officiellement reconnus par la NCAA (1957 et 2010)
| Saison                                       | Entraîneur               | Sélectionneurs                         | Bilan saison | Reconnu NCAA ? |
| 1913                                         | Mike Donahue (en)        | The Billingsley Report                 | 8-0          | Non            |
| 1957                                         | Ralph "Shug" Jordan (en) | AP/Coaches' Poll/BCS                   | 10–0         | Oui            |
| 1983                                         | Pat Dye (en)             | New York Times, The Billingsley Report | 11-1         | Non            |
| 1993                                         | Terry Bowden (en)        | -                                      | 12-0         | Non            |
| 2010                                         | Gene Chizik (en)         | BCS                                    | 14–0         | Oui            |
| Titres de champion national reconnus : 2     |                          |                                        |              |                |
| Titres de champion national non reconnus : 3 |                          |                                        |              |                |

- Champions de conférence

16 titres de conférence (1 en Southern, 7 en SIAA et 8 en Southeastern).
| Saison                                                                             | Conférence | Entraîneur               | Bilan de saison | Bilan en conférence |
| 1900†                                                                              | SIAA (en)  | Walter H. Watkins        | 4-0             | 4-0                 |
| 1904†                                                                              | SIAA (en)  | Mike Donahue (en)        | 5-0             | 4-0                 |
| 1908†                                                                              | SIAA (en)  | Mike Donahue (en)        | 6-1             | 4-1                 |
| 1910†                                                                              | SIAA (en)  | Mike Donahue (en)        | 6-1             | 6-0                 |
| 1913                                                                               | SIAA (en)  | Mike Donahue (en)        | 9–0             | 8–0                 |
| 1914†                                                                              | SIAA (en)  | Mike Donahue (en)        | 8–0–1           | 5–0–1               |
| 1919†                                                                              | SIAA (en)  | Mike Donahue (en)        | 8–1             | 5–1                 |
| 1932†                                                                              | SoCon      | Chet A. Wynne (en)       | 9–0–1           | 6–0–1               |
| 1957                                                                               | SEC        | Ralph "Shug" Jordan (en) | 10–0            | 7–0                 |
| 1983                                                                               | SEC        | Pat Dye (en)             | 11–1            | 6–0                 |
| 1987                                                                               | SEC        | Pat Dye                  | 9–1–2           | 6–0–1               |
| 1988†                                                                              | SEC        | Pat Dye                  | 10–2            | 6–1                 |
| 1989†                                                                              | SEC        | Pat Dye                  | 10–2            | 6–1                 |
| 2004                                                                               | SEC        | Tommy Tuberville         | 13–0            | 8–0                 |
| 2010                                                                               | SEC        | Gene Chizik (en)         | 14–0            | 8–0                 |
| 2013                                                                               | SEC        | Gus Malzahn (en)         | 12–2            | 7–1                 |
| Titres de champion de conférence (†=co-champions) : 16 (7 SIAA, 1 Southern, 8 SEC) |            |                          |                 |                     |

- Champions de division

10 titres de la division Ouest de la SEC
| Saison                                                | Division | Entraîneur       | Bilan de saison | Bilan en conférence |
| 1993†                                                 | SEC West | Terry Bowden     | 11–0            | 8–0                 |
| 1997†                                                 | SEC West | Terry Bowden     | 10–3            | 6–2                 |
| 2000                                                  | SEC West | Tommy Tuberville | 9–4             | 6–2                 |
| 2001†                                                 | SEC West | Tommy Tuberville | 7–5             | 5–3                 |
| 2002†                                                 | SEC West | Tommy Tuberville | 9–4             | 5–3                 |
| 2004                                                  | SEC West | Tommy Tuberville | 13–0            | 8–0                 |
| 2005†                                                 | SEC West | Tommy Tuberville | 9–3             | 7–1                 |
| 2010                                                  | SEC West | Gene Chizik      | 14–0            | 8–0                 |
| 2013                                                  | SEC West | Gus Malzahn      | 12–2            | 7–1                 |
| 2017                                                  | SEC West | Gus Malzahn      | 10–2            | 7–1                 |
| Titres de champion de division (†= co-champions) : 10 |          |                  |                 |                     |

- Bowls

| Saison                                               | Entraîneur       | Bowl                                | Adversaire                         | Résultat |
| 1936                                                 | Jack Meagher     | Bacardi Bowl                        | Villanova                          | N, 07–07 |
| 1937                                                 | Jack Meagher     | Orange Bowl 1938                    | Spartans de Michigan State         | G, 06–0  |
| 1953                                                 | Ralph Jordan     | Gator Bowl 1954                     | Red Raiders de Texas Tech          | P, 13–35 |
| 1954                                                 | Ralph Jordan     | Gator Bowl 1954                     | No. 18 Bears de Baylor             | G, 33–13 |
| 1955                                                 | Ralph Jordan     | Gator Bowl 1955                     | Commodores de Vanderbilt           | P, 13–25 |
| 1963                                                 | Ralph Jordan     | Orange Bowl 1964                    | No. 6 Cornhuskers du Nebraska      | P, 07–13 |
| 1965                                                 | Ralph Jordan     | Liberty Bowl 1965                   | Rebels d'Ole Miss                  | P, 07–13 |
| 1968                                                 | Ralph Jordan     | Sun Bowl 1968                       | Wildcats de l'Arizona              | G, 34–10 |
| 1969                                                 | Ralph Jordan     | Astro-Bluebonnet Bowl 1969          | No. 17 Cougars de Houston          | P, 07–36 |
| 1970                                                 | Ralph Jordan     | Gator Bowl 1971                     | No. 10 Rebels d'Ole Miss           | G, 35–28 |
| 1971                                                 | Ralph Jordan     | Sugar Bowl 1972                     | No. 3 Sooners de l'Oklahoma        | P, 22–40 |
| 1972                                                 | Ralph Jordan     | Gator Bowl 1972                     | No. 13 Buffaloes du Colorado       | G, 24–03 |
| 1973                                                 | Ralph Jordan     | Sun Bowl 1973                       | Tigers du Missouri                 | P, 17–34 |
| 1974                                                 | Ralph Jordan     | Gator Bowl 1974                     | No. 11 Longhorns du Texas          | G, 27–03 |
| 1982                                                 | Pat Dye          | Tangerine Bowl 1982                 | Eagles de Boston College           | G, 33–26 |
| 1983                                                 | Pat Dye          | Sugar Bowl 1984                     | No. 8 Wolverines du Michigan       | G, 09–07 |
| 1984                                                 | Pat Dye          | Liberty Bowl 1984                   | Razorbacks de l'Arkansas           | G, 21–15 |
| 1985                                                 | Pat Dye          | Cotton Bowl 1986                    | No. 11 Texas A&M                   | P, 16–36 |
| 1986                                                 | Pat Dye          | Citrus Bowl 1987                    | Trojans de l'USC                   | G, 16–07 |
| 1987                                                 | Pat Dye          | Sugar Bowl 1988                     | No. 4 Orange de Syracuse           | N, 16–16 |
| 1988                                                 | Pat Dye          | Sugar Bowl 1989                     | No. 4 Seminoles de Florida State   | P, 07–13 |
| 1989                                                 | Pat Dye          | Hall of Fame Bowl 1990              | No. 21 Buckeyes d'Ohio State       | G, 31–14 |
| 1990                                                 | Pat Dye          | Peach Bowl 1990                     | Hoosiers de l'Indiana              | G, 27–23 |
| 1995                                                 | Terry Bowden     | Outback Bowl 1996                   | No. 15 Nittany Lions de Penn State | P, 14–43 |
| 1996                                                 | Terry Bowden     | Independence Bowl 1996              | No. 24 Black Knights de l'Army     | G, 32–29 |
| 1997                                                 | Terry Bowden     | Peach Bowl 1998                     | Tigers de Clemson                  | G, 21–17 |
| 2000                                                 | Tommy Tuberville | Citrus Bowl 2001                    | No. 17 Wolverines du Michigan      | P, 28–31 |
| 2001                                                 | Tommy Tuberville | Peach Bowl 2001                     | Tar Heels de la Caroline du Nord   | P, 10–16 |
| 2002                                                 | Tommy Tuberville | Capital One Bowl 2003               | No. 10 Nittany Lions de Penn State | G, 13–09 |
| 2003                                                 | Tommy Tuberville | Music City Bowl 2003                | Badgers du Wisconsin               | G, 28–14 |
| 2004                                                 | Tommy Tuberville | Sugar Bowl 2005                     | No. 9 Hokies de Virginia Tech      | G, 16–13 |
| 2005                                                 | Tommy Tuberville | Capital One Bowl 2006               | No. 21 Badgers du Wisconsin        | P, 10–24 |
| 2006                                                 | Tommy Tuberville | Cotton Bowl 2007                    | No. 22 Cornhuskers du Nebraska     | G, 17–14 |
| 2007                                                 | Tommy Tuberville | Chick-fil-A Bowl 2007               | No. 15 Tigers de Clemson           | G, 23–20 |
| 2009                                                 | Gene Chizik      | Outback Bowl 2010                   | Wildcats de Northwestern           | G, 38–35 |
| 2010                                                 | Gene Chizik      | BCS National Championship Game 2011 | No. 2 Ducks de l'Oregon            | G, 22–19 |
| 2011                                                 | Gene Chizik      | Chick-fil-A Bowl 2011               | Cavaliers de la Virginie           | G, 43–24 |
| 2013                                                 | Gus Malzahn      | BCS National Championship Game 2014 | No. 1 Seminoles de Florida State   | P, 31–34 |
| 2014                                                 | Gus Malzahn      | Outback Bowl 2014                   | No. 17 Badgers du Wisconsin        | P, 31–34 |
| 2015                                                 | Gus Malzahn      | Birmingham Bowl 2015 (décembre)     | Tigers de Memphis                  | G, 31–10 |
| 2016                                                 | Gus Malzahn      | Sugar Bowl 2017                     | No. 7 Sooners de l'Oklahoma        | P, 19–35 |
| 2017                                                 | Gus Malzahn      | Peach Bowl 2018                     | No. 12 Knights de l'UCF            | P, 27–34 |
| 2018                                                 | Gus Malzahn      | Music City Bowl 2018                | Boilermakers de Purdue             | G, 63-14 |
| 2019                                                 | Gus Malzahn      | Outback Bowl 2020                   | No. 18 Golden Gophers du Minnesota | P, 24-31 |
| 2020                                                 | Kevin Steele     | Citrus Bowl 2021                    | No. 14 Wildcats de Northwestern    | P, 19–35 |
| 2021                                                 | Bryan Harsin     | Birmingham Bowl 2021                | No. 20 Cougars de Houston          | P, 13–17 |
| 2023                                                 | Hugh Freeze      | Music City Bowl 2023                | Terrapins du Maryland              | P, 13–31 |
| Bilan - 47 bowls : 24 victoires, 21 défaites, 2 nuls |                  |                                     |                                    |          |

- Saisons où les Tigers sont restés invaincus

| Saison                                  | Entraîneur                 | Bilan |
| 1893                                    | D. M. Balliet/G. H. Harvey | 3–0–2 |
| 1897                                    | John Heisman               | 2–0–1 |
| 1900                                    | Walter H. Watkins          | 4–0   |
| 1904                                    | Mike Donahue               | 5–0   |
| 1913                                    | Mike Donahue               | 8–0   |
| 1914                                    | Mike Donahue               | 8–0–1 |
| 1932                                    | Chet A. Wynne              | 9–0–1 |
| 1957                                    | Ralph "Shug" Jordan        | 10–0  |
| 1958                                    | Ralph "Shug" Jordan        | 9–0–1 |
| 1993                                    | Terry Bowden               | 11–0  |
| 2004                                    | Tommy Tuberville           | 13–0  |
| 2010                                    | Gene Chizik                | 14–0  |
| Nombre total de saisons invaincues : 12 |                            |       |

### Rivalités
- Crimson Tide de l'Alabama :
- Tigers de LSU : Tiger Bowl
- Bulldogs de la Géorgie : La plus vieille rivalité du "Sud profond".
- D'anciennes rivalités ont été tempérées par la restructuration de la SEC. Elles opposent Auburn aux autres prestigieuses universités du Sud :
  - les Gators de la Floride ;
  - les Seminoles de Florida State ;
  - les Tigers de Clemson ;
  - les Longhorns du Texas ;
  - les Yellow Jackets de Georgia Tech ;
  - les Volunteers du Tennessee ;
  - les Green Wave de Tulane.

| Équipes                        | Bilan Auburn | Bilan Auburn | Bilan Auburn | Bilan Auburn | 1er match | Dernier match |
| ------------------------------ | ------------ | ------------ | ------------ | ------------ | --------- | ------------- |
| Équipes                        | V.           | D.           | N.           | %            | 1er match | Dernier match |
| Crimson Tide de l'Alabama      | 37           | 1            | 50           | 42,5         | 1893      | 2023          |
| Tigers de LSU                  | 24           | 1            | 30           | 43,6         | 1901      | 2023          |
| Bulldogs de la Géorgie         | 56           | 8            | 64           | 43,7         | 1892      | 2023          |
| Gators de la Floride           | 43           | 2            | 39           | 51,2         | 1912      | 2019          |
| Seminoles de Florida State     | 13           | 1            | 05           | 68,4         | 1954      | 2014          |
| Tigers de Clemson              | 34           | 2            | 15           | 66,7         | 1899      | 2017          |
| Longhorns du Texas             | 03           | 0            | 05           | 37,5         | 1910      | 1991          |
| Yellow Jackets de Georgia Tech | 47           | 4            | 41           | 51,1         | 1892      | 2005          |
| Volunteers du Tennessee        | 29           | 3            | 22           | 53,7         | 1900      | 2020          |
| Green Wave de Tulane           | 15           | 6            | 17           | 39,5         | 1902      | 2019          |

## Autre sports

### Palmarès
- 8 titres en natation masculine : 1997, 1999, 2003, 2004, 2005, 2006, 2007, 2009
- 5 titres en natation féminine : 2002, 2003, 2004, 2006, 2007
- 1titre en athlétisme féminin : 2006
- 5 titres en équitation féminine : 2006, 2011, 2013, 2016, 2018

### Basket-ball
En basket-ball masculin, Auburn a formé Charles Barkley et Chuck Person. L'équipe a atteint le Final Four à deux reprises, en 2019 et 2025.
En basket-ball féminin, Auburn a formé DeWanna Bonner, Ruthie Bolton et Najat Ouardad.

### Rivalités
- En baseball :

Auburn a des rivalités avec les voisins de l'État : les Bulldogs de Samford et les Trojans de Troy.
- En natation et plongeon :

La compétitivité des 2 programmes nationaux les plus titrés a engendré une rivalité avec les Longhorns du Texas.